# Werner Gregoritsch
Werner Gregoritsch (Graz, 22 marzo 1958) è un allenatore di calcio ed ex calciatore austriaco, dal 2012 tecnico dell'Austria Under-21.

## Biografia
Nato a Graz, Gregoritsch è cresciuto nella periferia occidentale della città, nei pressi del castello Eggenberg.
Ha studiato nella Karl-Franzens-Universität Graz, una delle più grandi università austriache, nello stesso anno in cui è diventato calciatore. Dopo aver terminato sia la sua carriera da calciatore che gli studi al Karl-Franzens-Universität Graz, Gregoritsch è diventato insegnante di tedesco e di educazione fisica in una scuola elementare sita nel paesello di Bruck an der Mur.
Gregoritsch è sposato con la dottoressa Susanne Gregoritsch con la quale ha avuto due figli, Mathias e Michael.

## Carriera

### Calciatore
Ha debuttato come calciatore quando aveva l'età di 17 anni: cominciò la carriera come prima punta nel Grazer AK; dal 1981 al 1983 giocò per il VOEST Linz. Nella stagione 1983-1984 fece ritorno al Grazer AK, mentre in quella successiva passò al First Vienna dove chiuse la stagione a con 22 partite e 3 reti. Dal 1985 al 1987 ha militato nelle file del DVS Leoben. In seguito ha giocato per formazioni austriache di minore importanza

### Allenatore

#### Grazer AK
La sua carriera di allenatore inizia nel 1992 quando incominciò ad allenare le giovanili del Grazer AK, rivestendo i ruoli di vice allenatore e di allenatore dei dilettanti. Dopo 8 anni ha iniziato ad allenare la prima squadre nel 2000, sempre al Grazer AK.
Nel 1999-2000 il Grazer AK si è qualificato per la Coppa UEFA Nel 2000-2001 con la vittoria fuori casa per 1-2 contro la Salisburgo il club si qualificano anche la stagione successiva alla Coppa UEFA 2001-2002. Nell'autunno 2001 Werner fu esonerato e sostituito da Christian Keglevits dopo aver subito un paio di sconfitte.

#### SV Mattersburg

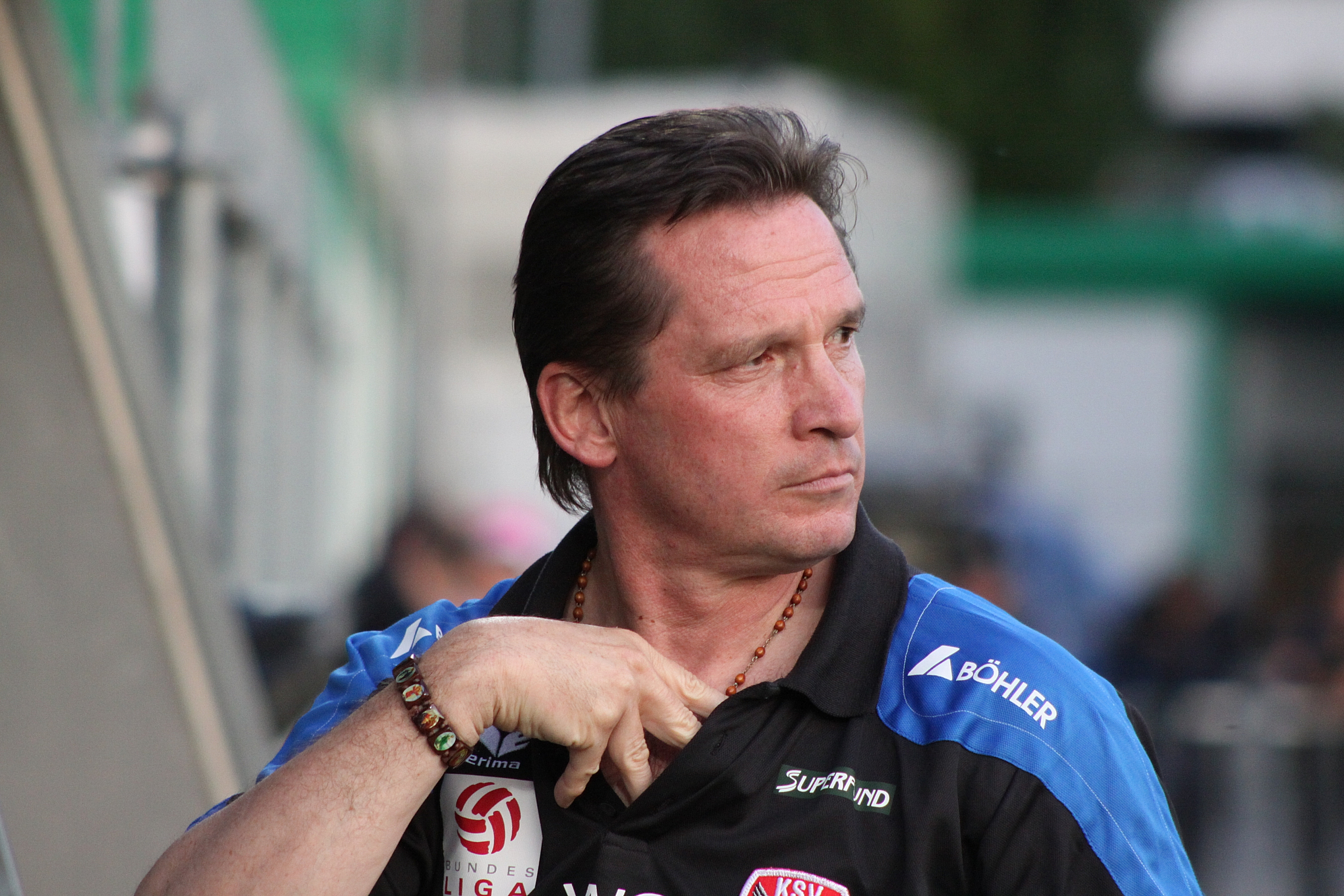
Werner Grgoritsch osserva la partita dalla panchina

Dall'inizio del 2002 alla metà del 2004 Werner è stato allenatore del Mattersburg; nel 2003 è stato nominato allenatore dell'anno.

#### LASK Linz
Per la stagione 2004-2005 Werner allenò nel LASK Linz. Nella stagione 2005-2006 era dato come favorito per la vittoria del Campionato austriaco; ciononostante ha però fallito l'obiettivo. Nel maggio 2006 rassegnò le dimissioni.

#### Kapfenberger Sportvereinigung

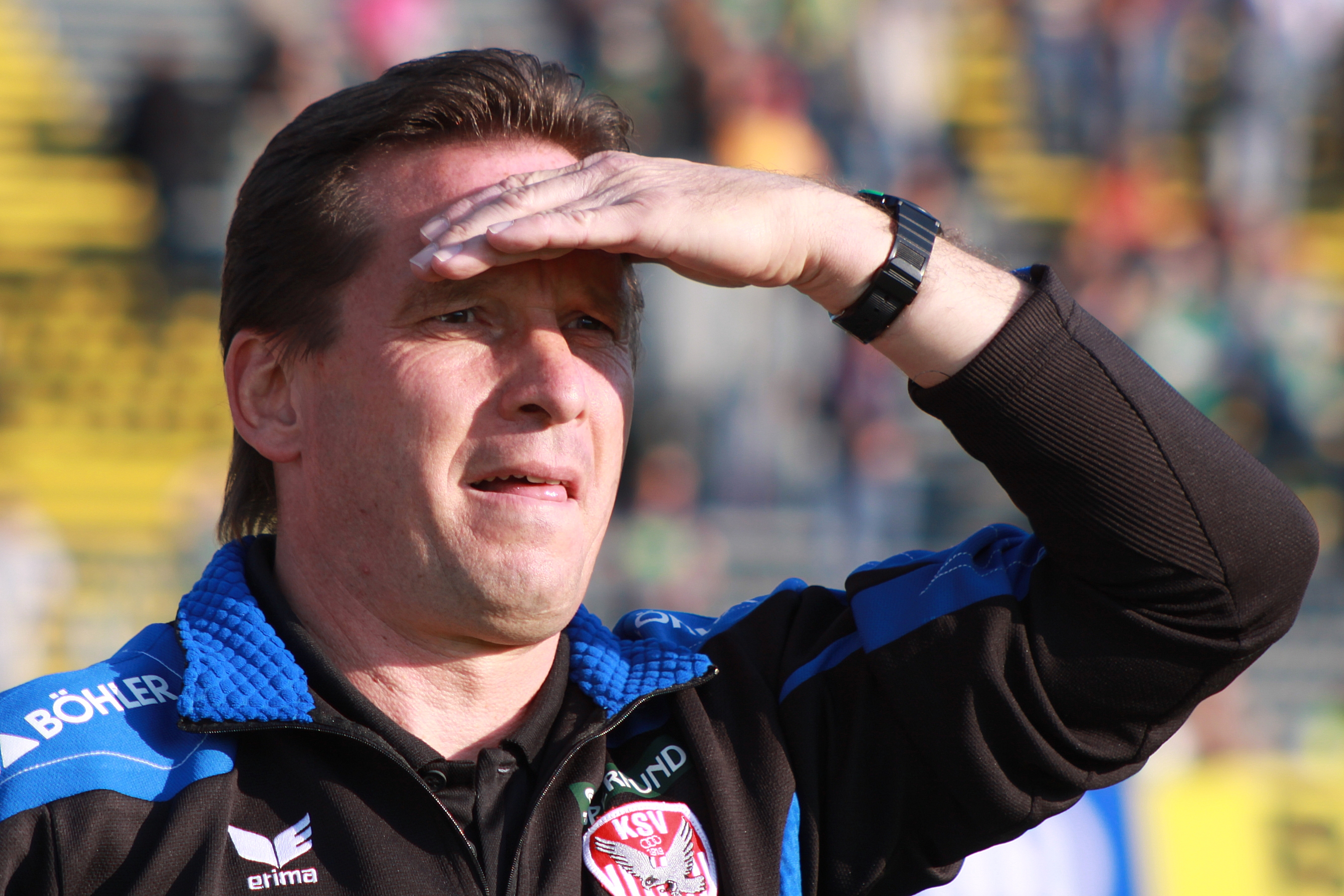
Werner Gregoritsch mentre osserva le azioni di gioco

Nel settembre del 2006 viene presentato come nuovo allenatore del Kapfenberger Sportvereinigung.
All'inizio doveva cercare di non far retrocedere la squadra in quanto l'allenatore precedente, ovvero Drazen Svalina, aveva totalizzato 2 punti in 11 partite; debuttò pareggiando contro il DVS Leoben. Ha comunque prolungato il suo contratto di tre anni.
Alla quindicesima partita della nuova stagione si interrompe il seguirsi di partite positive, dopo la sconfitta contro il Kärnten. La matematica certezza della permanenza in massima serie è stata raggiunta in anticipo dopo la vittoria contro l'Austria Kärnten nella vittoria fuori casa per 0-2..
Il 14 aprile 2010 schiera suo figlio Michael di 15 anni all'ottantesimo minuto.

## Palmarès

### Allenatore

#### Club
ÖFB-Supercup: 1 
Grazer AK: 2000
ÖFB-Cup: 1 
Grazer AK: 1999-2000

#### Individuale
- Allenatore austriaco dell'anno: 1

2003